# Acacia nudiflora
Acacia nudiflora é uma espécie de leguminosa do gênero Acacia, pertencente à família Fabaceae.